# David Zabriskie
David Zabriskie (født 12. januar 1979 i Salt Lake City) er en tidligere professionel cykelrytter fra USA, der kørte  for amerikanske Team Slipstream. Hans største styrke var enkelstarterne, og hans karrieres højdepunkter er alt fra etapesejre i de tre største etapeløb[kilde mangler] såvel som en sejr i USA's nationale enkeltstartsmesterskab.[kilde mangler] Zabriskie er kendt for sin aparte natur, der inkluderer sang før etaperne, samt de små interviews han udfører med hans cykelrytterkolleger, der bliver lagt op på hans personlige hjemmeside.
Han blev den blot tredje amerikaner nogensinde, der har kunnet iføre sig Tour de France' gule førertrøje, idet han kørte sig til tops i klassementet i 2005-udgaven. Før ham havde den trefoldige vinder Greg Lemond, og efter ham, i 2006, kørte både George Hincapie og Floyd Landis som henholdsvis den 4. og 5.

## Biografi
Zabriskie gjorde sin debut som professionel cykelrytter med Colorado Cyclist Team i 1999. Efter at have vist sit talent for enkeltstarter ved at vinde USA's nationale mesterskaber i disciplinen (junior og U23), og Grand Prix des Nations (U23), flyttede Zabriskie til US Postal-holdet i 2001. Efter et katastrofalt år med skader og styrt vendte han tilbage til topformen i 2004 med sejr i det professionelle nationale mesterskab i enkeltstart. Han vandt også 11. etape af Vuelta a España i et spektakulært 162 kilometer langt soloudbrud, der gav ham hans første Grand Tour-sejr – specielt nævneværdig, idet det var hans første sejr, der ikke var en enkeltstart. Under ProTouren i 2005 skifte Zabriskie til det danske hold Team CSC, hvor han vandt endnu en etape på et Grand Tour-løb, idet han vandt 8. etape af Giro d'Italia 2005.
Trods succes på den internationale cykelscene vandt Zabriskie ikke stor opmærksomhed i sit hjemland indtil Tour de France 2005, da han vandt enkeltstarten på 1. etape – og dermed blev han den første amerikaner nogensinde, der har vundet etaper i alle tre Grand Tour-løb.[kilde mangler] Zabriskie slog Armstrong med to sekunder, og satte samtidig rekord med den hurtigste tidskørsel nogensinde i Tour de France med en gennemsnitshastighed på 54.676 km/t.[kilde mangler] Han kørte i den gule førertrøje indtil holdtidskørslen på 4. etape, hvor han styrtede inden for de sidste to kilometer, et styrt der blev forårsaget af, at kæden hoppede af. Zabriskie selv vidste ikke, hvad der var sket.
Efter styrtet led Zabriske af skaderne, og på 8. etape sluttede han som den sidste, 51 minutter og 12 sekunder efter vinderen, Pieter Weening. Zabriskie forlod løbet på 9. etape (fra Gérardmer til Mulhouse) efter 11 km. Før Zabriskie var kommet sig helt efter styrtet i Tour de France, gik han igennem en lukket glasdør, hvor han skar sig selv slemt nok til at slutte hans 2005-sæson før tid. Hjemme fra Tour de France blev Zabriskie hædret i den amerikanske stat Utah med hans egen dag, "Dave Zabriskie Day"[kilde mangler] af både Salt Lake County's borgmester Peter Carroon og Salt Lake Citys borgmester Rocky Anderson.
Zabriskie lagde godt ud i 2006-sæsonen, med en stærk andenplads i den samlede stilling i februar-etapeløbet Amgen Tour of Califonia, 29 sekunder efter vinderen, landsmanden Floyd Landis. Han lagde ud som nummer tre i april-etapeløbet Ford Tour de Georgia, men fordi han tabte tid til favoritterne på Brasstown Bald-bjergetapen, sluttede han som nummer seks samlet. David Zabriskie vandt to enkeltstarter i Dauphiné Libéré i maj.[kilde mangler] Den første var prologen, hvor han vandt foran Floyd Landis med to sekunder, og 3. etape hvor han igen var foran Landis, denne gang med 53 sekunder – endnu en præstation, der sætter streg under Zabriskies enestående enkeltstartsevner. Efter flere bjergetaper, blandt andet end tur op ad Mont Ventoux, sluttede Zabriskie som nummer 32 i løbet, der blev vundet af Levi Leipheimer.[kilde mangler]
Efter at have afsluttet Tour de France 2006 på 74. pladsen, blev Zabriskie den blot anden amerikaner, efter Christian Vande Velde, der har afsluttet alle tre Grand Tour-løb.[kilde mangler]